# Isla Hamilton
Isla Hamilton es una isla en las Islas Whitsunday en el territorio de Queensland, en Australia. Posee una población de 1347 (2006).